# Mas Morell (Riudellots de la Selva)
Mas Morell és una masia de Riudellots de la Selva (Selva) inclosa a l'Inventari del Patrimoni Arquitectònic de Catalunya.

## Descripció
És un mas senzill de dos pisos, vessants a laterals i cornisa catalana. La façana principal presenta un portal rectangular amb llinda monolítica molt erosionada. La finestra central és de llinda monolítica amb motiu vegetal inscrit en un triangle, la de l'esquerra és d'arc conopial i la resta són rectangulars de pedra sense cap motiu ornamental. L'edifici original té un cos adossat que el prolonga a la banda dreta, seguint el pendent de la coberta, de factura més tardana. Al costat esquerre es conserven les obertures de pedra i dos contraforts i el parament ha estat recentment arrebossat. a la part posterior s'hi ha fet una piscina.
L'interior es conserva amb molt poques modificacions. La planta baixa manté a les diferents sales els sostres de voltes rebaixades de rajols i l'escala de pedra i tova. Al primer pis la sala central conserva els festejadors de la finestra, el paviment de toves i l'encavallada de bigues de fusta amb solera de rajols.
La construcció ha sofer petites modificacions, però manté intactes l'estructura i els elements originals.